# Делуз Розјер
Делуз Розјер (фр. Delouze-Rosières) насеље је и општина у североисточној Француској у региону Лорена, у департману Меза која припада префектури Комерси.
По подацима из 2011. године у општини је живело 130 становника, а густина насељености је износила 8,62 становника/km². Општина се простире на површини од 15,08 km². Налази се на средњој надморској висини од 280 метара (максималној 405 m, а минималној 295 m).

## Демографија
| 1962. | 1968. | 1975. | 1982. | 1990. | 1999. | 2011. |
| ----- | ----- | ----- | ----- | ----- | ----- | ----- |
| 142   | 159   | 138   | 142   | 133   | 135   | 130   |

График промене броја становника у току последњих година